# Gaspar van Weerbeke
Gaspar van Weerbeke, także Jaspar; Weerbecke, Werbecke, Werbeke, Werbeck (ur. około 1455 w Oudenaarde, zm. po 1517) – franko-flamandzki kompozytor.

## Życiorys
Przypuszczalnie kształcił się w rodzinnej Flandrii. Około 1471 roku został kapelmistrzem muzyki kameralnej na dworze Galeazzo Marii Sforzy w Mediolanie. W latach 1472–1473 na polecenie księcia odbył podróż do Flandrii i Burgundii z zadaniem rekrutacji śpiewaków do kapeli. Z dworem Sforzów związany był aż do zajęcia Mediolanu przez Francuzów w 1499 roku, z przerwą w latach 1480–1489, kiedy działał w chórze papieskim w Rzymie, oraz 1495–1498, kiedy związany był z dworem Filipa Pięknego. Otrzymał beneficja w diecezjach utrechckiej i Thérouanne. W latach 1500–1509 ponownie był członkiem chóru papieskiego. Ostatnia wzmianka na jego temat pochodzi z 1517 roku, kiedy to wymieniany jest jako kanonik kościoła St. Maria ad Gradus w Moguncji.

## Twórczość
Był autorem 8 cyklów mszalnych, 2 Credo, 22 cyklów motetów i 21 pojedynczych motetów. Ponadto przypisywane jest mu 5 chansons, których autorstwo jest jednak wątpliwe. W swoim czasie cieszył się dużą popularnością, wzmiankują go Franchinus Gaffurius i Guillaume Crétin, a jego utwory ukazały się we wczesnych drukach Ottaviano Petrucciego. W swojej twórczości łączył kunsztowną polifonię typową dla szkoły niderlandzkiej z elementami stylu włoskiego (prostota, przejrzystość fakturalna). W mszach Weerbekego dominuje technika cantus firmus, motety natomiast nie są w większości oparte na melodiach stałych, chociaż śpiewy chorałowe bywają w nich parafrazowane przez głosy uczestniczące w imitacji.